# 85 Pegasi
85 Pegasi, som är stjärnans Flamsteed-beteckning, är en multipelstjärna belägen i den norra delen av stjärnbilden Pegasus. Den har en genomsnittlig skenbar magnitud på ca 5,75 och är mycket svagt synlig för blotta ögat där ljusföroreningar ej förekommer. Baserat på parallaxmätning inom Hipparcosuppdraget på ca 82,5 mas, beräknas den befinna sig på ett avstånd på ca 40 ljusår (ca 12 parsek) från solen. Den rör sig närmare solen med en heliocentrisk radialhastighet av ca –36 km/s.

## Egenskaper
Primärstjärnan 85 Pegasi A är gul till vit stjärna i huvudserien av spektralklass G5 Vb Den har en massa som är ca 0,9 solmassor, en radie som är ca 0,9 solradier och utsänder ca 0,67 gånger av solens utstrålning från dess fotosfär vid en effektiv temperatur på ca 5 900 K.
85 Pegasi är en misstänkt variabel, som varierar mellan visuell magnitud +5,72 och 5,83 utan någon fastställd periodicitet. Ett överskott av infraröd strålning har observerats runt primärstjärnan, vilket tyder på närvaron av en omgivande stoftskiva vid en radie av mer än 97 AE. Skivans temperatur är under 25 K.
Följeslagaren, 85 Pegasi B, är en orange stjärna av nionde magnituden som kretsar i en elliptisk bana kring primärstjärnan på ett avstånd av 10,3 AE med en omloppsperiod av 26,28 år. 85 Pegasi B kan i sig vara en snäv dubbelstjärna med en svag röd stjärna (betecknad 85 Pegasi Bb) som följeslagare, separerad med 2 AE från primärstjärnan (betecknad 85 Pegasi Ba). Alla komponenter i stjärnsystemet inklusive 85 Pegasi A är mindre, svalare och mindre massiva, lysande och metalliska än Solen och 51 Pegasi.